# Áreas protegidas de Groenlandia

Parque nacional del nordeste de Groenlandia y divisiones territoriales

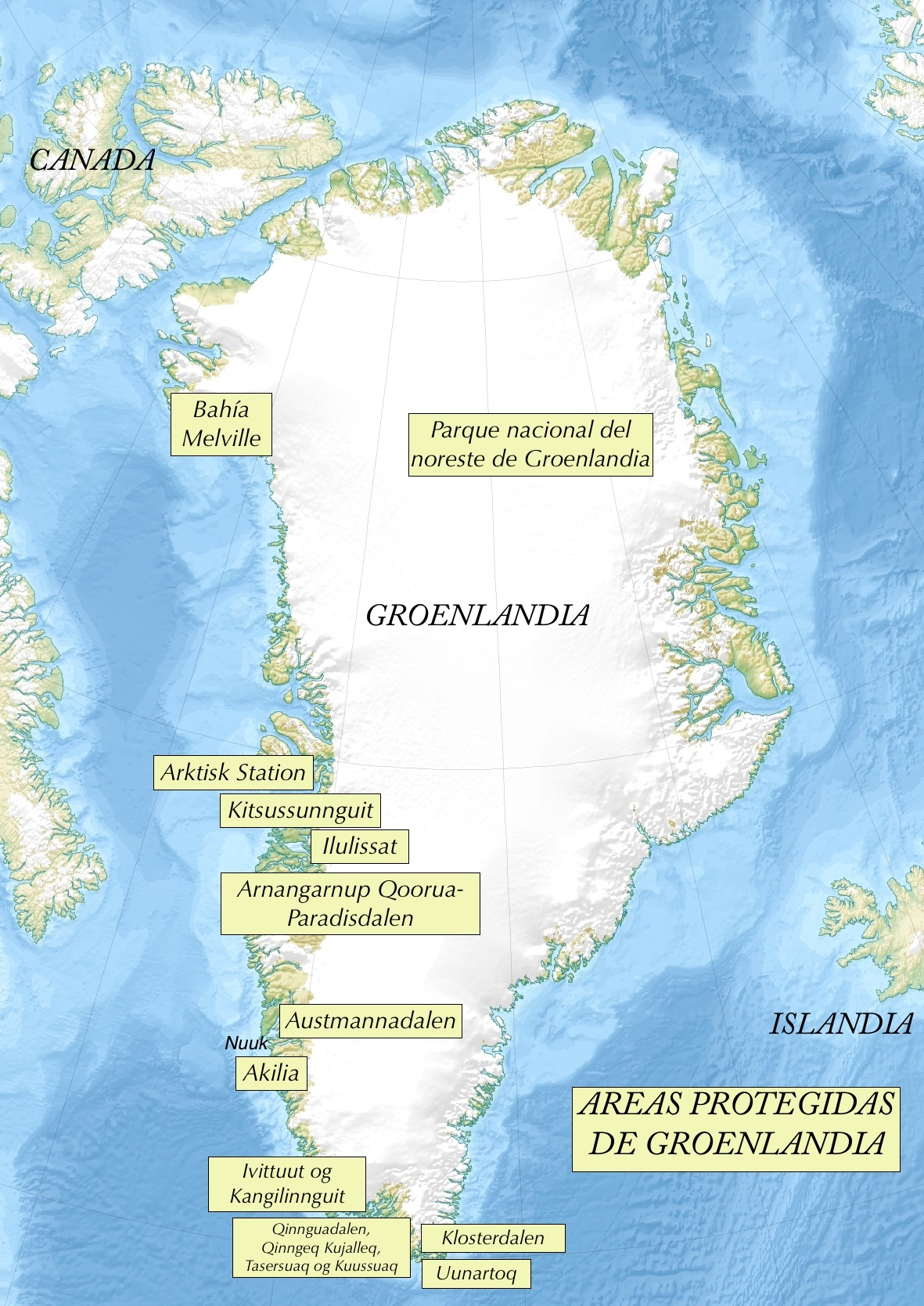
Áreas protegidas de Groenlandia

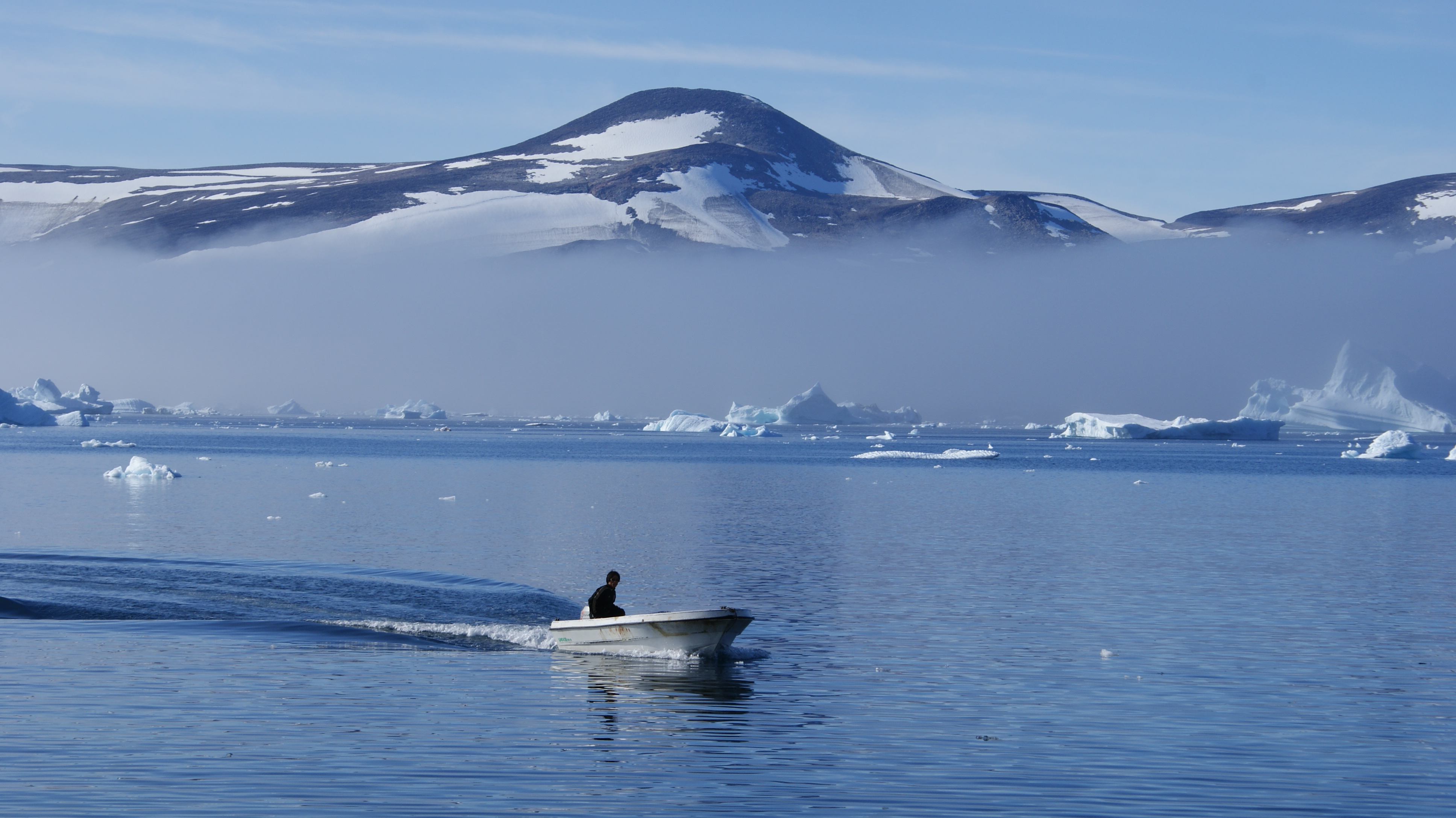
Bahía Melville

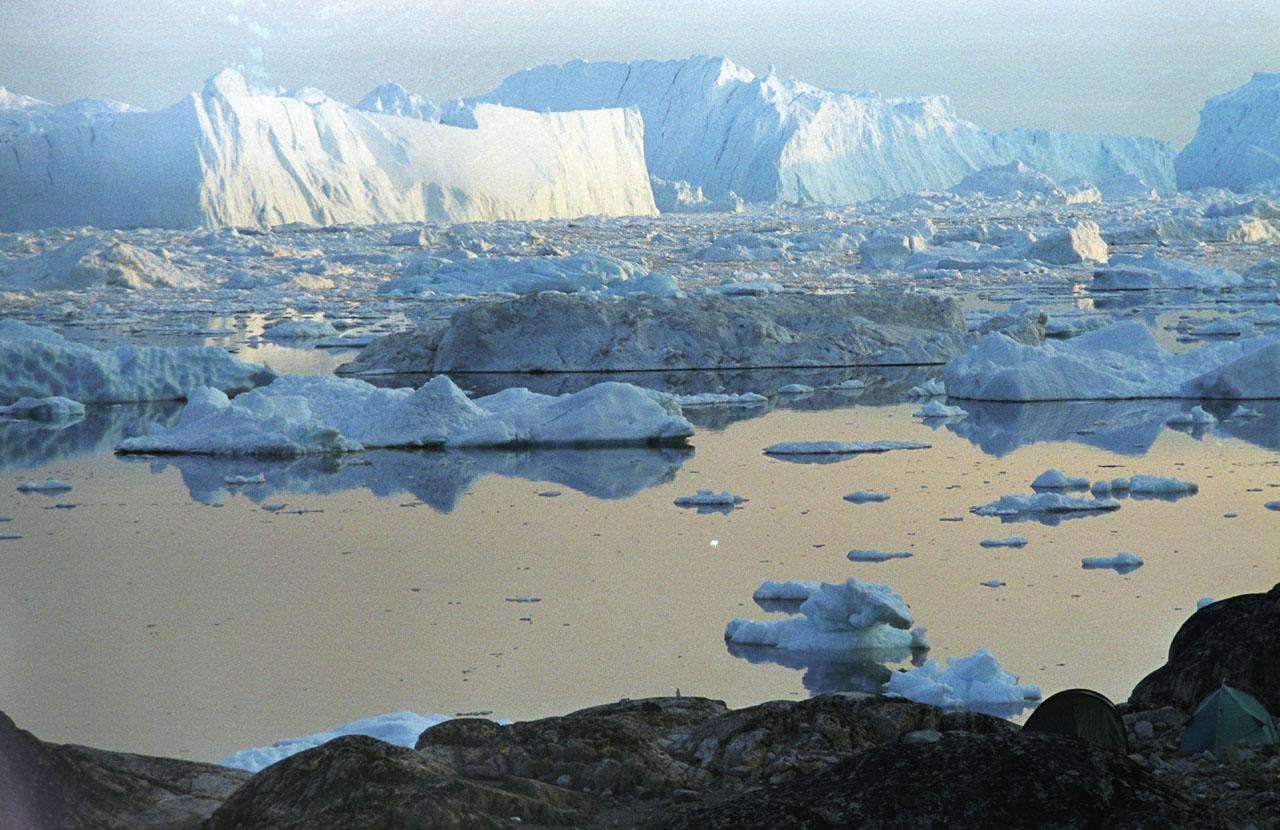
Fiordo de Ilulissat

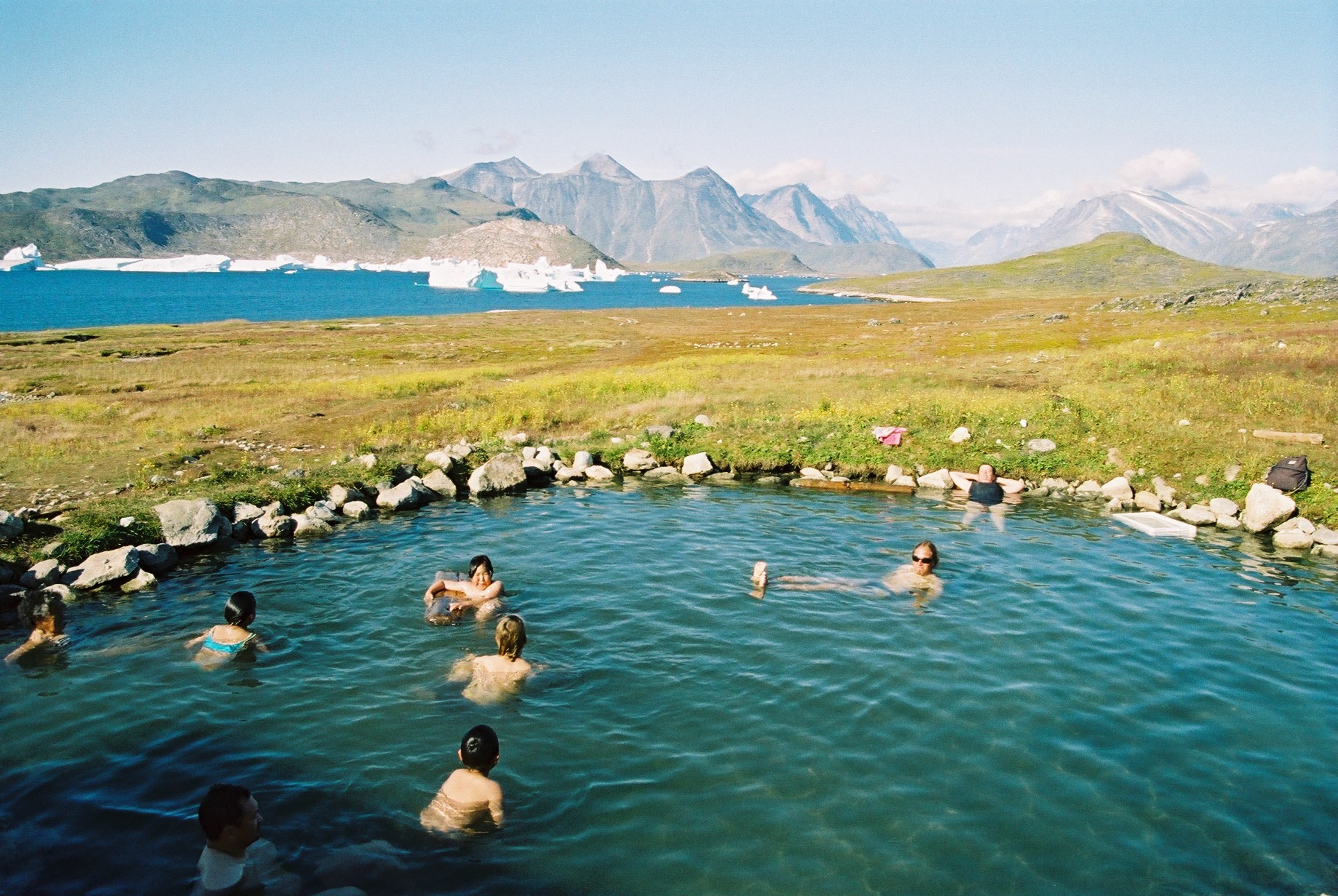
Aguas termales de Uunartoq

En Groenlandia hay 26 zonas protegidas, unos 885 525 km², el 41,11 % del total de 2 154 016 km² del territorio, y 102 254 km² de áreas marinas, el 4,52 % de la superficie que corresponde al país, 2 264 467 km². De esta superficie, 1 es un parque nacional y 11 son reservas naturales. Además, hay 1 reserva de la biosfera de la Unesco, 1 sitio patrimonio de la humanidad y 12 sitios Ramsar.

## Parque nacional
- Parque nacional del noreste de Groenlandia, 972 000 km². Reserva de la biosfera de la Unesco.

## Reservas naturales
- Bahía Melville, 10 500 km²

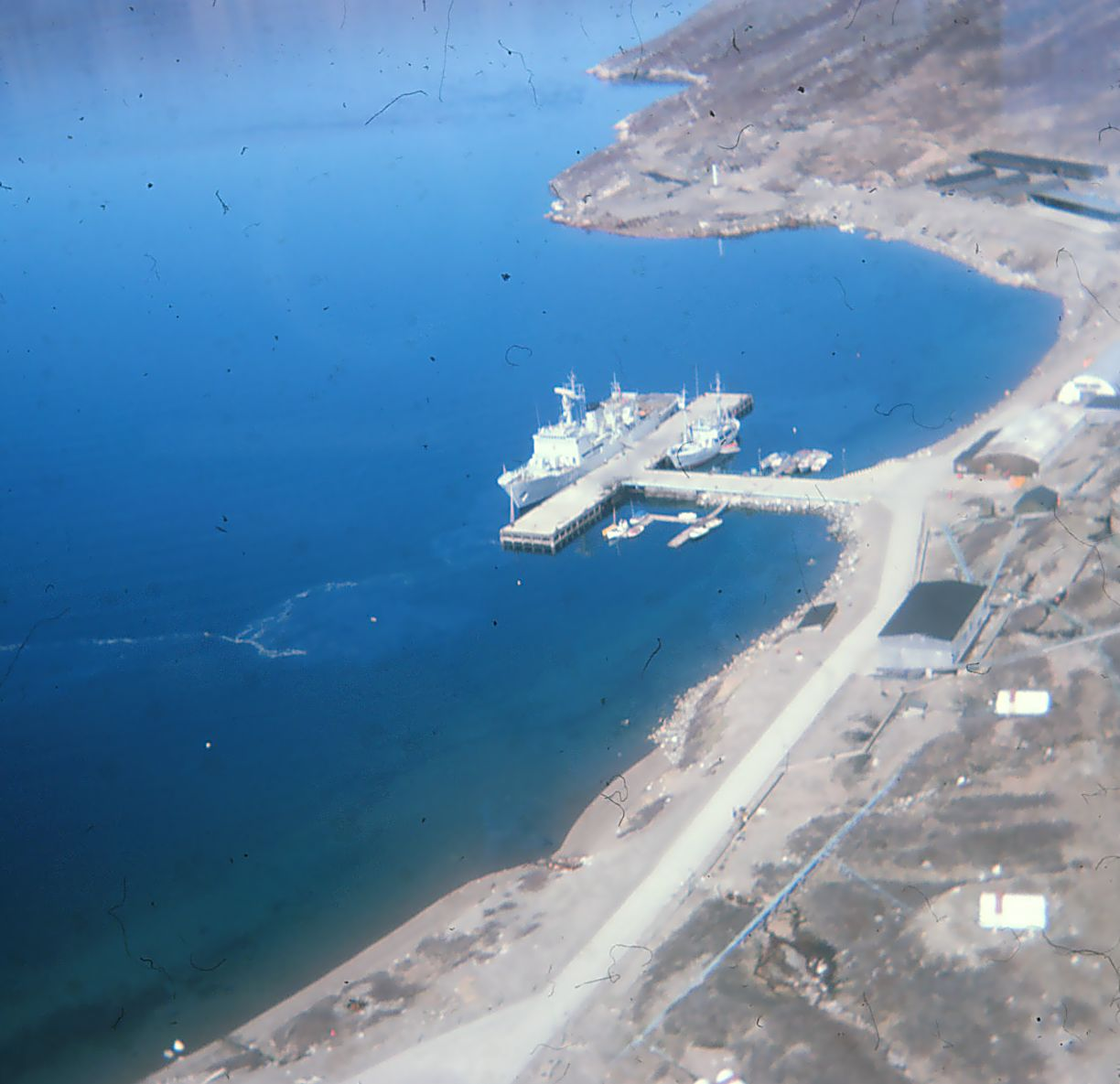
Base de Kangilinnguit

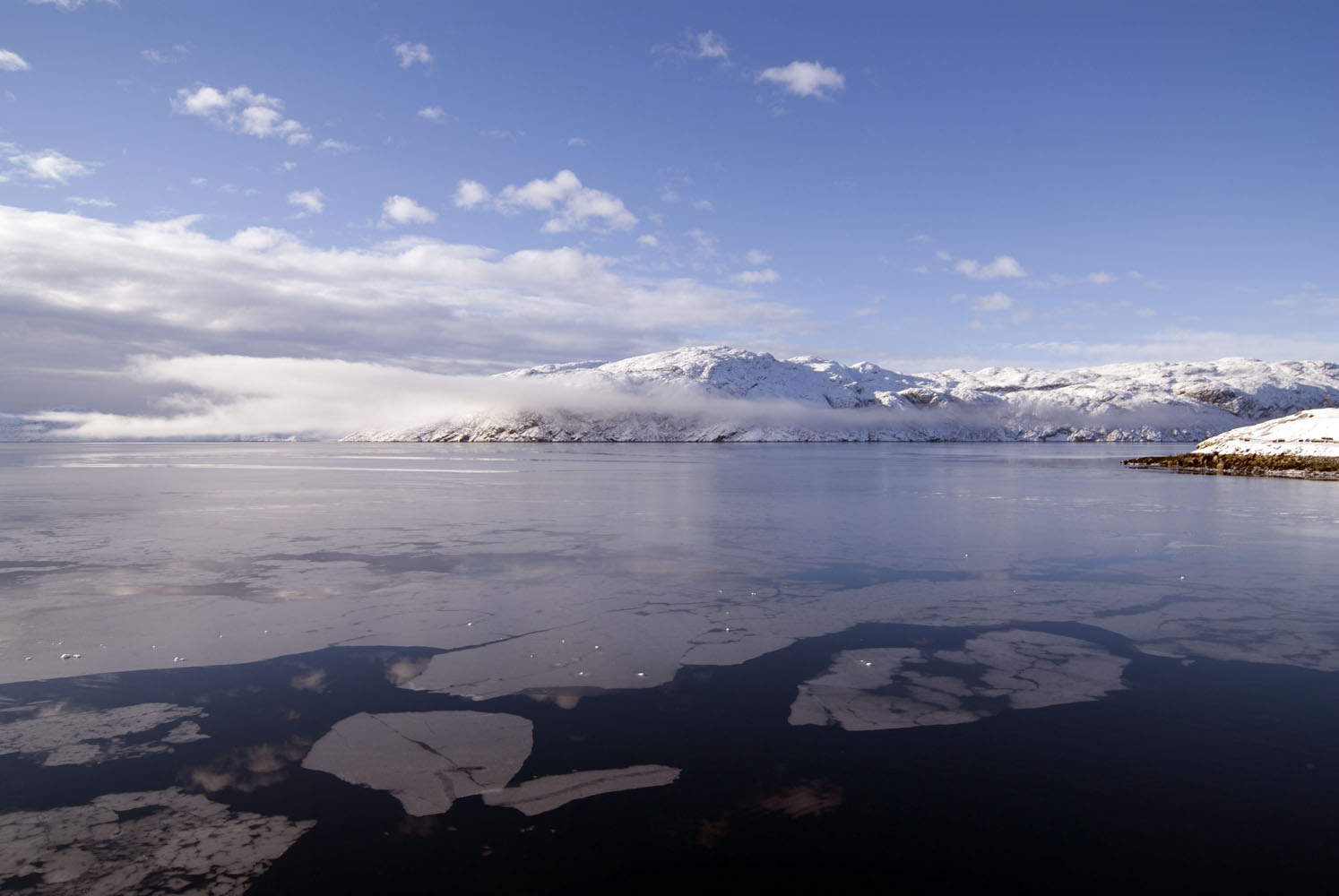
Vista desde Kangilinnguit

- Kitsussunnguit (Grønne Ejland), 70,7 km². En el municipio de Qeqertalik. Varias islas pequeñas cubiertas principalmente de tundra y brezos enanos, con algunas lagunas y pozas. Ocasionalmente anidan el arao aliblanco, la gaviota de Ross, el charrán ártico, el eider real y el frailecillo atlántico. Los zorros que se desplazan en invierno sobre el hielo a las islas son una amenaza para las aves.[3] En 2019 se tomaron medidas para evitar que los zorros permanecieran durante la primavera.[4] Es además sitio Ramsar.
- Fiordo de Ilulissat, 4024 km². Patrimonio de la humanidad.
- Arnangarnup Qoorua-Paradisdalen, 92 km²
- Arktisk Station, 2,07 km². La base se halla en la isla de Disko o Qeqertarsuaq, en la bahía de Baffin, en la costa occidental de Groenlandia, a unos 70.o de latitud norte y al norte de la bahía de Disko. La isla tiene 8578 km² y es una de las 100 más grandes del mundo, con una longitud de 160 km y una altura media de 975 m. Valles glaciares tallados en el gneiss, zonas costeras de roca basáltica. Hay una pequeña laguna frente a la estación (69°15′N, 53°34′W), separada del océano por una playa de arena y rodeada de acantilados de 600 m. En la estación hay un laboratorio y una biblioteca, además de una zona para los investigadores, a un kilómetro al oeste del pequeño pueblo de Qeqertarsuaq, donde se halla el santuario de la naturaleza.[5]
- Austmannadalen, 598 km²
- Akilia, 1,5 km²
- Ivittuut y Kangilinnguit, 573,3 km². El municipio de Ivittuut en el sur de Groenlandia occidental, es el más pequeños del país. El pueblo de Ivittut se creó como un pueblo minero para extraer criolita en 1865, pero el mineral se agotó en 1987 y hoy solo queda habitada la base naval de Kangilinnguit (Grønnedal), fundada durante la Segunda Guerra Mundial para proteger la cantera.
- Qinnguadalen, Qinngeq Kujalleq, Tasersuaq y Kuussuaq, 30,1 km²
- Uunartoq, 6,05 km²
- Klosterdalen, 22 km²

## Sitios Ramsar

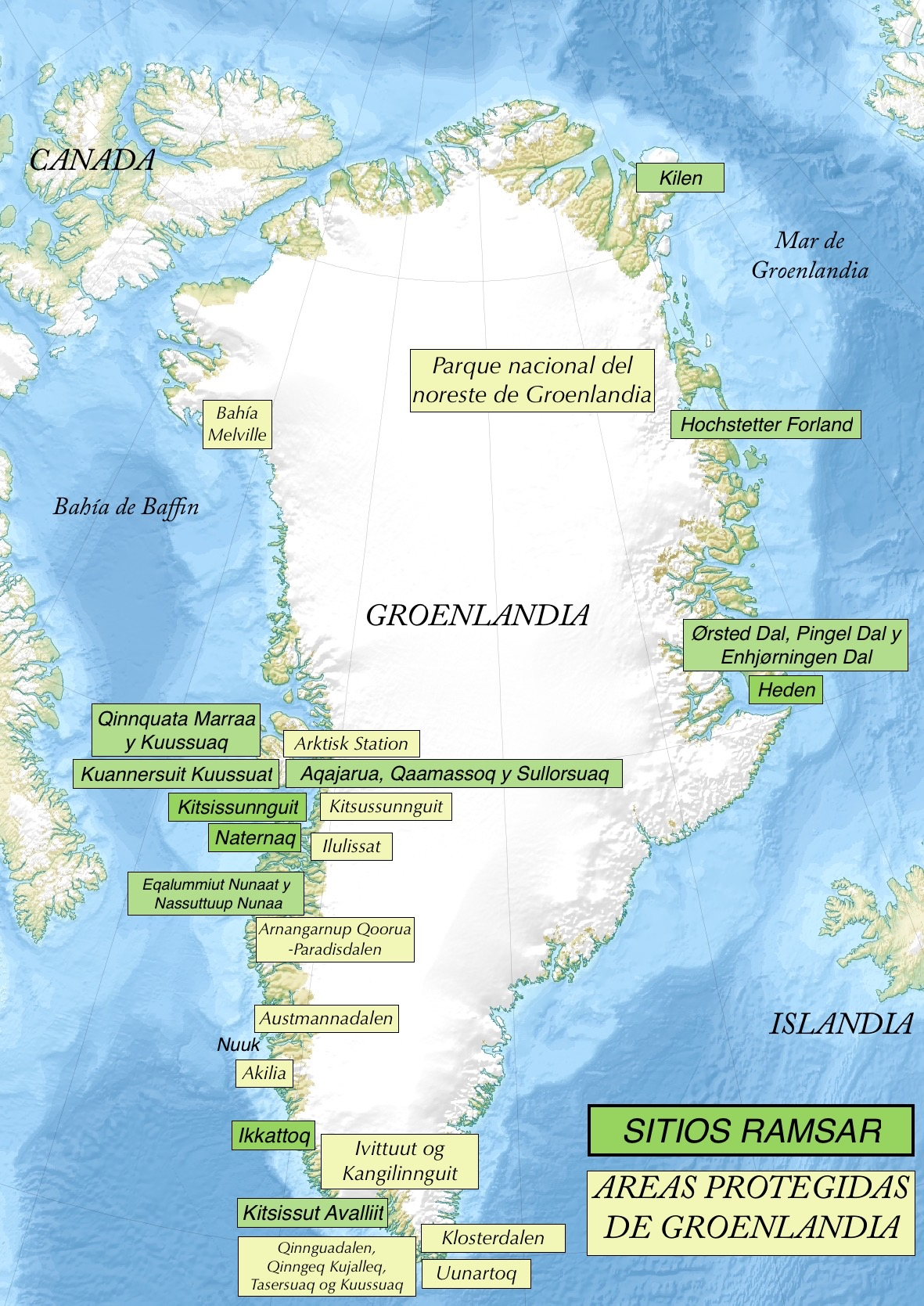
Sitios Ramsar de Groenlandia en color verde y reservas naturales en color amarillo

- Hochstetter Forland, 2070 km², 75°28′N 19°47′W. Es una gran extensión de tierras bajas frente al mar de Groenlandia. Las zonas más elevadas están dominadas por matorrales enanos, y las zonas bajas por praderas, marjales y lagunas. La llanura está atravesada por dos ríos. Es importante para la nidificación de aves acuáticas como el ánsar piquicorto. Entre las especies en peligro se encuentran el lobo ártico, el oso polar y el búho nival. También una de las tres especies de peces de agua dulce, el salvelino, desova aquí. La mayor parte del año, la zona está cubierta de nieve, y los habitantes locales utilizan los recursos naturales.[6]
- Kilen, 495 km², 81°09′N 13°18′W. es el sitio Ramsar más al norte del mundo, en el nordeste de Groenlandia. Se trata de una amplia llanura rodeada de glaciares en el mar de Groenlandia. Es un desierto polar costero, pero tiene una densidad de vegetación más elevada que los alrededores, por lo que sirve a las aves acuáticas en época de muda. Es el lugar de nidificación y muda más importante para la barnacla carinegra. hay osos polares y morsas, y como especie en peligro la ballena de Groenlandia.[7]
- Ørsted Dal, Pingel Dal y Enhjørningen Dal, 1960 km², 71°38′N 23°22′W. En el municipio de Sermersooq, son tres valles con extensos humedales de agua dulce, con tres ríos y marjales, en un área alpina en la costa oriental de Groenlandia, al norte de Hochstetter Forland. El valle de Ørsted Dal pierde la nieve antes que los otros y sirve de hábitat a unas 18 o 20 especies de aves acuática, especialmente la barnacla cariblanca. Hay plantas endémicas como Saxifraga nathorstii, y mamíferos como el lemming Dicrostonyx, el buey almizclero y el zorro ártico. Más escasamente, se pueden ver lobos ártico y osos polares.[8]
- Heden, 2619 km², 71°00′N 23°55′W. Extensa área de tun dra cuyas vertientes desembocan en el mar de Groenlandia. Hay numerosas lagunas y estanques en un territorio de brezos y marjales cortado por las profundas gargantas de varios ríos. Alberga un número significativo de barnacla cariblanca y de ánsar piquicorto, que mudan aquí. Hay búho nival y bueyes almizcleros. Se practica caza de subsistencia y see extrajo petróleo en las décadas de 1980 y 1990, y desde entonces solo hay estudios.[9]
- Ikkattoq y archipiélago adyacente, 449 km², 62°40′N 50°12′W. Costa sudoeste de Groenlandia. Consta de un fiordo poco profundo y un archipiélago, con extensas costas y zonas de marea. La vegetación está dominada por brezales bajos, hay unos pocos lagos grandes y estanques en las zonas bajas. Anidan aves como la serreta mediana y el pato arlequín. Hay la mayor densidad de Groenlandia de pigargo europeo. Durante el verano, se practican la caza y la pesca con pequeños botes.[10]
- Kitsissut Avalliit, 44,7 km², 60°45′N 48°25′W. Es un archipiélago rocoso a 10 km de la costa. Está compuesto de dos islas principales, Tupersuartuut y Thorstein Islænder, y varias islas pequeñas e islotes. Debido a las condiciones climáticas, las zonas de nidificación son limitadas. Se encuentra la más meridional de Groenlanda para el arao de Brünnich y la colonia más extensa de arao común. También se encuentran el frailecillo atlántico y el pigargo europeo. La cercanía a la isla principal hace que en primavera y principios de verano se vea rodeado de hielo, y la navegación sea difícil, de modo que no hay actividad humana.[11]
- Kitsissunnguit, 69 km², 68°50′N 51°55′W. Son un grupo de islas bajas predominantemente rocosas y sus alrededores en Groenlandia occidental. Hay algunas lagunas pequeñas y playas limitadas en las islas más grandes, así como algunas bahías con marjales salinos. Hay charrán ártico, eider real y frailecillo atlántico entre otros. El zorro ártico llega a través del hielo y en ocasiones se queda en verano poniendo en peligro los nidos.[12]
- Naternaq, 1910 km², 68°24′N 51°46′W. Es uno de los complejos de humedales más importantes de Groenlandia occidental. Comprende una extensa llanura pantanosa, numerosos lagos poco profundos y sinuosas corrientes, con grandes áreas musgosas y de vegetación baja. hay pato havelda, ánsar careto (en disminución), caribú y rorcual común. No hay asentamientos humanos pero se practica la caza, la pesca y actividades turísticas.[13]
- Eqalummiut Nunaat y Nassuttuup Nunaa, 5820 km², 67°28′N 50°44′W. En el borde occidental de la capa de hielo de Groenlandia. Paisaje de meseta con tierras bajas de extensas estepas herbáceas, pantanos, marjales, numerosos lagos y extensas zonas de eriales. La meseta está dividida por dos ríos, alimentados por el deshielo de la capa de hielo. Importante para la nidificación y la muda de numerosas aves acuáticas, como el ánsar careto y el pato havelda. Hay varias especies en peligro como el caribú. El área es importante para las poblaciones de los alrededores.[14]
- Aqajarua, Qaamassoq y Sullorsuaq, 264 km², 69°40′N 52°04′W. En la isla de Qeqertarsuaq. Bahía marina poco profunda, la costa limítrofe y un valle, con lagos, estanques y pantanos que dan lugar a una rica vegetación y aves acuáticas, entre ellas el ánsar careto y el pato havelda.[15]
- Kuannersuit Kuussuat, 38 km², 69°38′N 53°17′W. En la isla de Qeqertarsuaq, al oeste de Groenlandia. Consiste en un valle ancho, atravesado por los canales de un río. Hay varios manantiales de agua caliente y un glaciar en la cabecera. La cobertura de hielo es muy variable y el glaciar puede avanzar rápidamente en poco tiempo, como sucedió entre 1995 y 1999. Entre otras aves hay ánsar careto.[16]
- Qinnquata Marraa y Kuussuaq, 70 km², 69°56′N 54°13′W. En la isla de Qeqertarsuaq. Son las partes exteriores de dos valles glaciares, con numerosos ríos trenzados que desembocan en un fiordo, en un delta compartido con varias marismas sometidas a las mareas. hay praderas, pantanos y lagunas. Entre las aves, el ánsar careto y el azulón greenlandés, con el área de muda más importante del país de eider real.[17]